# Lavantradweg
Der Lavantradweg R10 führt von Reichenfels in Kärnten durch das Lavanttal nach Lavamünd.

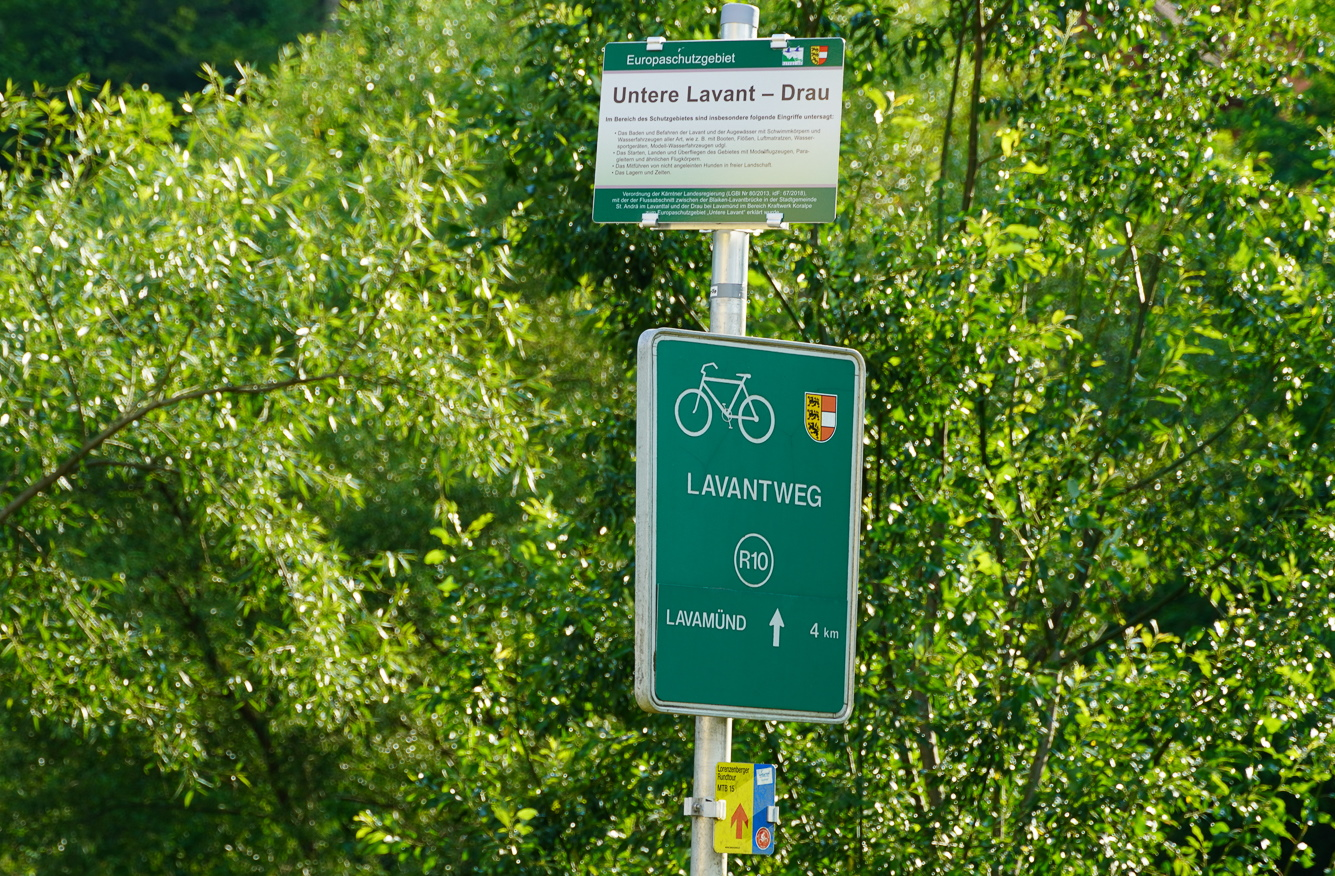
Beschilderung knapp vor Lavamünd

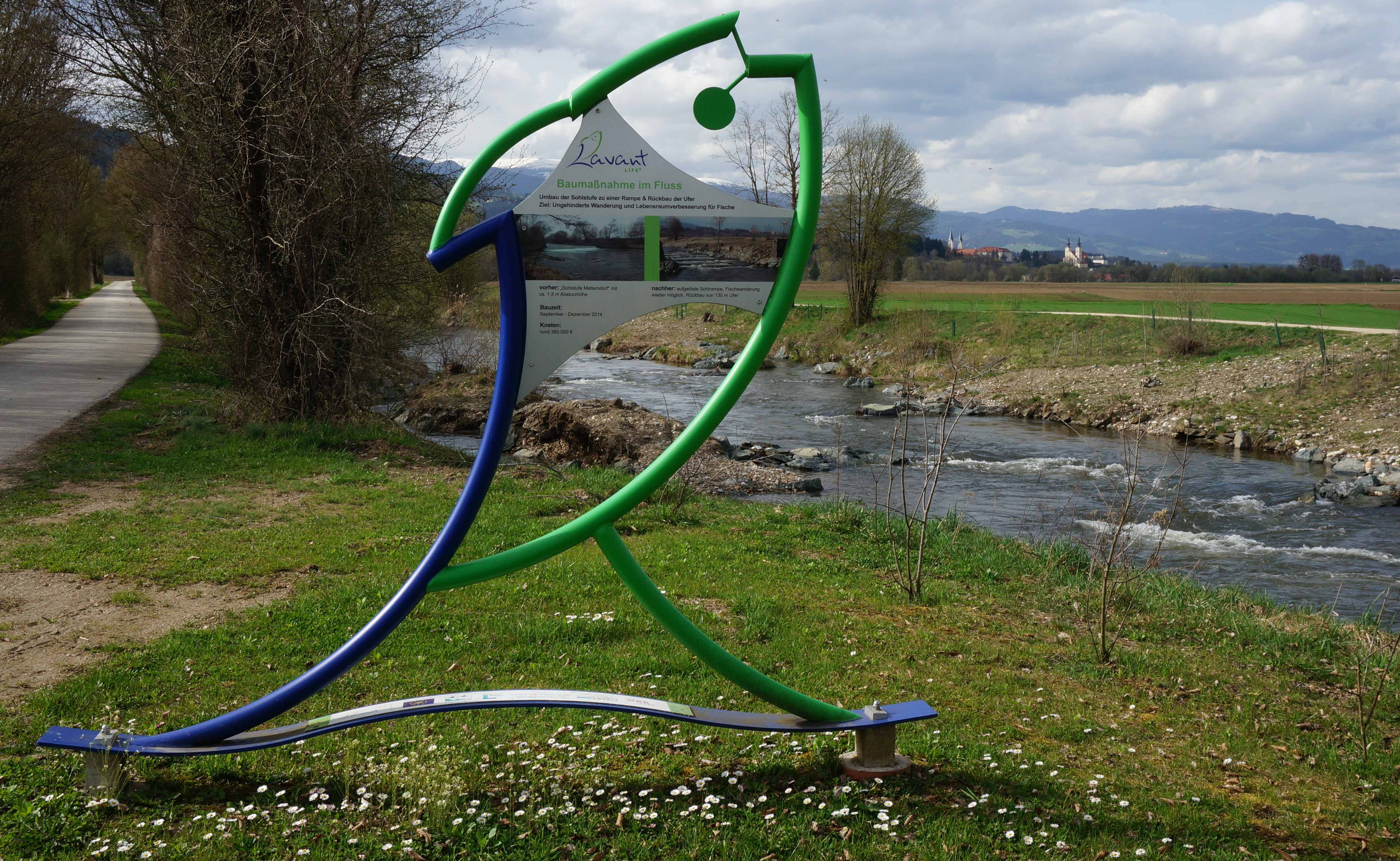
Radweg an der Lavant südlich von St. Andrä.

## Streckenverlauf
Der Lavantradweg schließt im Norden an den Zirbenlandradweg an, der in Fisching vom Murradweg abzweigt und über den Obdacher Sattel zur Kärntner Landesgrenze führt.
Von Reichenfels bis etwa Wiesenau verläuft die Route teilweise als eigener Radweg und teilweise auf Nebenstraßen. Danach folgen rund 10 Kilometer auf der Bundesstraße. Von St. Gertraud bis Wolfsberg liegt der Radweg neben der Packer Straße. Ab Wolfsberg verläuft der Radweg rund 30 Kilometer entlang der naturbelassenen Lavant fernab von Straßen.
Der Radweg hat bei einer Länge von 58 Kilometern Aufstiege von insgesamt 81 Metern und ein Gefälle von 593 Metern. Abgesehen von den 10 Kilometern zwischen Wiesenau und Frantschach-St. Gertraud ist der Radweg für Familien gut geeignet.
Teilweise wird die Route in entgegengesetzter Richtung beschrieben.  

### Orte
Die wichtigsten Orte sind:
- Reichenfels
- Bad St. Leonhard
- Wolfsberg
- Sankt Andrä
- Sankt Paul
- Lavamünd

### Ausflugsziele
Mögliche Ausflugsziele auf der Strecke sind:
- Bad St. Leonhard: Burgruine Gomarn
- Bad St. Leonhard: gotische Leonhardikirche
- Wolfsberg: historische Altstadt
- St. Andrä: Freizeitanlage St. Andräer See
- St. Paul: Benediktinerstift

## Geologischer Radlehrpfad
Zwischen Ettendorf und Lavamünd befindet sich ein 2,8 Kilometer langer geologischer Lehrpfad, der mit Schautafeln die Geologie des Lavanttales erklärt.

## Anbindung zum Öffentlichen Verkehr
Der Startpunkt in Reichenfels kann über den Zirbenlandradweg erreicht werde. Die öffentliche Busse von Zeltweg nach Reichenfels bieten keine Fahrradmitnahme an (Stand Februar 2023).
In Lavamünd mündet der Radweg in den Drauradweg. Die öffentliche Busse von Lavamünd bieten keine Fahrradmitnahme an (Stand Februar 2023).